# Glyphodera femorata
Glyphodera femorata är en tvåvingeart som beskrevs av Verbeke 1951. Glyphodera femorata ingår i släktet Glyphodera och familjen skridflugor.
Artens utbredningsområde är Kongo. Inga underarter finns listade i Catalogue of Life.